# Sulyok Katalin (jogász)
Sulyok Katalin (Szeged, 1986. július 13. –) magyar biológus, nemzetközi jogász és környezetjogász. Kutatási területei közé tartozik a környezetjog, a klímajog, és a környezet emberi jogi védelme.

## Tanulmányok
2012-ben végzett jogászként az Eötvös Loránd Tudományegyetem (ELTE) Állam- és Jogtudományi Karán. Diplomáját summa cum laude minősítéssel szerezte meg. 2014-ben Fulbright Ösztöndíjban és Sólyom László által adományozott ösztöndíjban részesült. Ezek, valamint a Harvard Egyetem által adott Gammon Fellowship segítségével LLM diplomát szerzett a Harvard Law School-on. Ennek során a Harvard Environmental Law Review szerkesztőségének tagja és a Harvard Environmental Law Society kommunikációs igazgatója volt. Az itt írt szakdolgozatáért Irving Oberman Memorial Awardban részesült, amelyet a Harvard Law School dékánja adományoz az adott tanév legjobb környezetjogi témájú szakdolgozat szerzőjének.
Gyerekkora óta biológusnak készül, gimnáziumban is biológia-kémia tagozatra járt, a biológia OKTV döntőben 6. helyezést ért el. 2013-ban az ELTE Természettudományi Kar biológus szakán kiváló minősítéssel szerzett B.Sc. diplomát.
PhD fokozatát 2018-ban szerezte meg az ELTE Állam- és Jogtudományi Karán. Disszertációjának címe "Scientific Engagement of International Courts and Tribunals in Environmental Disputes – Science and the Legitimacy of Adjudicatory Reasoning" volt. Dolgozatával 2018-ban elnyerte az MTA Társadalomtudományi Kutatóközpont Jogtudományi Intézete által alapított Pro Dissertatione Iuridica Excellentissima Díjat, 2019-ben az Institut de Droit International (Nemzetközi Jogi Intézet) Henry Wheaton-díját, valamint 2020-ban a Herczegh Géza Nemzetközi Jogi Emlékérmet és Ösztöndíjat.

## Könyvei
A doktori kutatásának eredményeit a Cambridge University Press kiadásában 2021-ben megjelent "Science and Judicial Reasoning" című monográfiájában foglalta össze. Második könyve magyar nyelven, "Van-e jogunk a fenntarthatatlansághoz? - Perstratégiák a jövő nemzedékek környezeti és klímapereiben" címmel 2025-ben jelent meg az Orac kiadó kiadásában.

## Karrier
Sulyok Katalin 2014-től főosztályvezetőként vezette az Alapvető Jogok Biztosának Hivatalában a jövő nemzedékekért felelős biztoshelyettes titkárságát, majd 2025-ig ugyanitt vezető jogi főtanácsosként tevékenykedett.
2016-ban kezdett el tanársegédként dolgozni az ELTE ÁJK Nemzetközi Jogi Tanszékén, majd ugyanitt 2019-től adjunktus lett, 2024-ben pedig megszerezte habilitációs fokozatát. Nemzetközi Jog, Európai Közjog és Politika tantárgyakat oktatott 2025-ig. Számos alkalommal részt vett az ELTE ÁJK csapatának a  Philip C. Jessup Nemzetközi Jogi Perbeszédversenyre való felkészítésében. Felkészítő tanára volt a 2019-ben világbajnoki címet nyert ELTE Jessup csapatnak is. Számos OTDK-n sikereket elért TDK dolgozat témavezetője.
2025-től az angol Durham Egyetemen (Durham University) nemzetközi jogi és fenntarthatósági docens (Associate Professor in International Law and Sustainability). Emellett 2025-től az ELTE ÁJK vendégprofesszora, ahol továbbra is a Környezetjog tantárgy tárgyfelelőse.

## Szerepe a nemzetközi környezetjogban
Sulyok Katalin a European Network of National Human Rights Institutions (ENNHRI) szervezet Climate Crisis and Human Rights munkacsoportjának elnöke volt 2025. március 31-ig. Ennek keretében az ENNHRI jogi tanácsadójaként részt vett a KlimaSeniorinnen és Duarte ügyekben benyújtott szóbeli és írásbeli beavatkozói fellépés során. Hazai klímaperben is részt vesz tanácsadóként. Az Emberi Jogok Európai Bírósága (EJEB) a Cannavacciuolo and Others v. Italy ügyben 2025. január 30-án hozott ítéletében hivatkozott a "Science, epistemology and legitimacy in environmental disputes – The epistemically legitimate judicial argumentative space" címmel a Leiden Journal of International Law kiadásában 2024-ben megjelent tudományos cikkére, valamint a fent említett "Science and Judicial Reasoning" című monográfiájára is.
Tagja volt az Európai Bizottság számára független tudományos bizonyítékokat és szakpolitikai ajánlásokat nyújtó Scientific Advice Mechanism részeként működő, a napsugárzás módosításának (Solar Radiation Modification, SRM) összetett kérdéséről szóló tudományos vélemény elkészítéséért felelős szakértői panelnek. Ennek a célja az volt, hogy támogassa az Európai Unió álláspontjának kialakítását az erről szóló nemzetközi vitákban, és hozzájáruljon a jövőben az SRM témájú kutatási programok tervezéséhez, valamint az uniós pénzügyi eszközökkel kapcsolatos döntések meghozatalához.

## Szakmai állásfoglalás
Sulyok Katalin aláírója volt a hazai nemzetközi jogászok által a nemzetközi jog semmibevétele ellen 2025. április 11-én tett állásfoglalásnak. Jogászként tagja volt "A Klímatudomány 10 Üzenete" elnevezésű kezdeményezésnek, amelyben magyar klímaváltozással foglalkozó szakemberek, köztük Ürge-Vorsatz Diána klímakutató, 10 pontban hívták fel a társadalom figyelmét a klímaváltozás hatásaival, valamint a klímaváltozás okozta problémák kezelésével kapcsolatban.

## Magánélete
"Természetjáró és természetszerető embernek" vallja magát. Házas, két gyermek édesanyja. Férje, dr. Kajtár Gábor, nemzetközi jogász és egyetemi tanár.